# Championnat du monde féminin de curling 1986
Navigation
Édition précédente Édition suivante
Le Championnat du monde féminin de curling 1986, huitième édition des championnats du monde de curling, a eu lieu du 23 au 29 mars 1986 à Kelowna, au Canada. Il est remporté par le Canada.